# Tecido adiposo

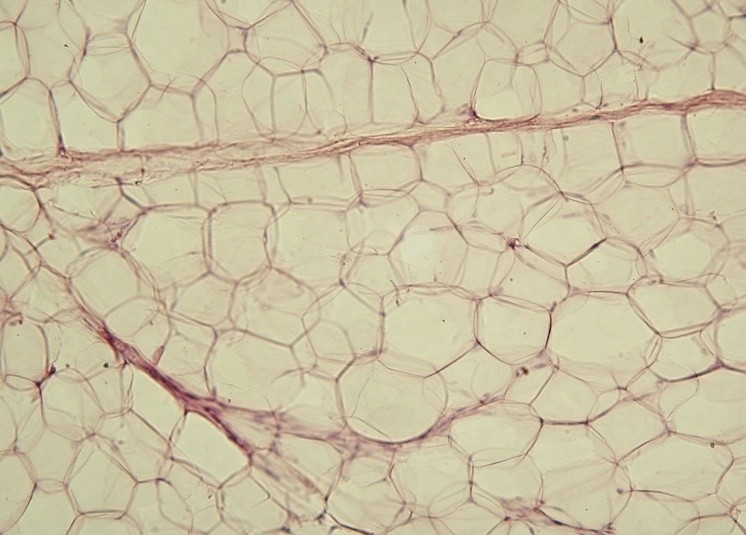
Tecido adiposo observado ao microscópio óptico.

O tecido adiposo é uma variedade especial de tecido conjuntivo no qual se encontra o predomínio de células adiposas (adipócitos), um tipo de célula que acumula gotículas de lipídios em seu citoplasma. Localizado principalmente embaixo da pele, na chamada hipoderme, o tecido adiposo modela a superfície do corpo e ajuda no isolamento térmico (mau condutor de calor) do organismo. Além disso, tem a importante função de servir como depósito de energia: os triglicerídios acumulados nos adipócitos são usados para fornecer energia no intervalo entre as refeições. Em um ser humano de peso normal, o tecido adiposo corresponde a 20-25% do peso corporal nas mulheres e 15-20% nos homens.

## Função
A função primordial do tecido adiposo é o armazenamento de gordura e servir como reserva energética do organismo, mas também pode atuar como isolante térmico, (ajudando na manutenção da temperatura do corpo) e como amortecedor (proteção contra choques mecânicos), posicionando-se entre a pele e os órgãos internos.
Apesar de possuir uma função importante, o tecido adiposo é indesejável em excesso. Em animais sedentários, quando o gasto de energia com atividades diárias é menor do que sua ingestão, o organismo transfere a energia em excesso para a formação de lipídios, depositados no tecido adiposo. Esse depósito aumenta o peso e o volume corporal (obesidade) implicando em alterações morfológicas e sobrecarga do coração e dos pulmões, responsáveis pela oxigenação de um volume corporal maior do que o esperado.

## Origem
Originam-se dos lipoblastos, células derivadas do mesênquima. Mais especificamente, no embrião, uma célula tronco mesenquimal multipotente dá origem a um lipoblasto. Esta célula, parecida com um fibroblasto, acumula gotículas de gordura no seu citoplasma. Elas logo se fundem, formando uma só gotícula que define a célula adiposa unilocular .

## Classificação
O tecido adiposo pode ser classificado de acordo com o número de vacúolos de gordura presentes em cada célula. Cada umas das variedades possui fisiologia, distribuição no corpo, estrutura e patologia diferenciadas.

### Tecido adiposo unilocular
O tecido adiposo do tipo unilocular recebe esse nome pelo fato de suas células apresentarem uma única gotícula de gordura predominante, que preenche quase todo o seu citoplasma ficando o núcleo periférico. Ele é também conhecido como tecido adiposo comum ou amarelo, apesar de que sua cor varia entre o branco e o amarelo-escuro. Essa variação na coloração é explicada pelo acúmulo de carotenoides dissolvidos na gordura, que pode oscilar a depender da dieta.
Forma o panículo adiposo, camada de gordura disposta sob a pele; no recém nascido é de espessura uniforme, já em adultos o acúmulo é em determinadas posições, sendo a distribuição regulada por hormônios.
Principal lipídio armazenado é o triglicerídeo. Fontes: alimentação, fígado, síntese a partir de glicose.
Sintetiza moléculas como leptina e adiponectina. Leptina ( hormônio que participa da regulação da quantidade de tecido adiposo no corpo e na ingestão de alimentos).

### Tecido adiposo multilocular
Formado por células que contêm várias gotículas de gordura, ou seja, possui vários vacúolos de gordura e várias mitocôndrias, e seu núcleo está localizado centralmente.
Sua cor  castanha é devido à vascularização abundante e às numerosas mitocôndrias, que fazem gerar energia mais rápido que o tecido unilocular.
Localiza-se em áreas determinadas, encontrados em grande quantidade em animais hibernantes e em recém nascidos que ajudam na formação de calor (termorregulação)
Tem como principal função gerar calor.